# New Hospital for Women
Le New Hospital for Women était un hôpital situé à Bloomsbury (Londres) au Royaume-Uni.

## Historique
Le New Hospital for Women émane du dispensaire St Mary dans les années 1870. Il fut fondé afin que les femmes pauvres aient accès aux soins médicaux prodigués par des femmes praticiennes qualifiées, ce qui à l'époque était tout à fait inhabituel.
En 1866, Elizabeth Garrett Anderson travaillait comme General Medical Attendant au dispensaire St Mary, où elle a œuvré plus de vingt ans. Le New Hospital fut renommé Elizabeth Garrett Anderson Hospital en 1918 puis, après fusion avec l'Obstetric Hospital en 2001, Elizabeth Garrett Anderson and Obstetric Hospital. 
Constance Stone, la première femme à exercer la médecine en Australie, y exerça quelques années. 
Il a fermé en novembre 2008 en tant que tel, et est devenu un service du University College Hospital, installé dans une aile de cet hôpital qui porte toujours le nom d'Elizabeth Garrett Anderson.

## Personnalités liées à l'hôpital
- Grace Cadell (1855-1918), médecin et suffragette écossaise
- Helen Dimsdale (1907-1977), neurologue britannique ayant effectué sa formation et son début de carrière au  Elizabeth Garrett Anderson Hospital
- Isala Van Diest (1879-1880), médecin et féministe belge
- Elsie Inglis (1964-1917), médecin et suffragette écossaise
- Marcia Wilkinson